# La fuga del signor Makkinli
La fuga del signor Makkinli (in russo Бегство мистера Мак-Кинли?, Begstvo mistera Mak-Kinli) è un film del 1975, diretto da Michail Abramovič Švejcer.
Venne presentato al Trieste Science+Fiction Festival 1977, dove ottenne il premio speciale della giuria per la musica.

## Trama
Il signor Makkinli riesce con mezzi discutibili a essere inserito in un programma d'ibernazione che permette alle persone benestanti di fuggire da un presente opprimente con la speranza di svegliarsi in un futuro migliore. Quando si sveglia si compiace per il buon esito dell’esperimento e il personale lo accompagna all'esterno dove scopre, sconcertato, di trovarsi in quello che resta del mondo dopo una catastrofe nucleare. Si sveglia! Per fortuna è stato tutto un sogno che comunque è servito da sprono per cominciare ad accettare la realtà che lo circonda.